# Alucita objurgatella

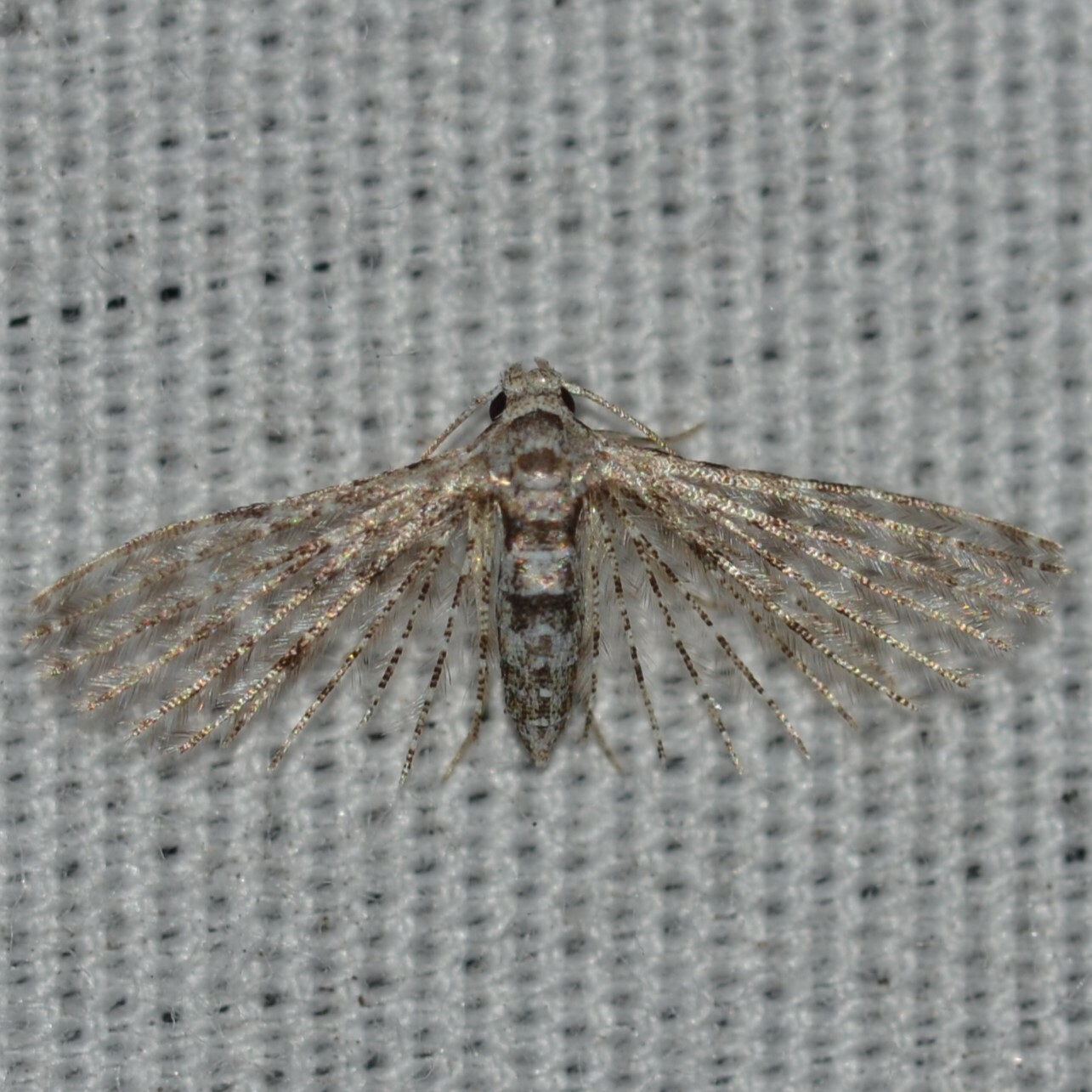
Alucita objurgatella vista en Hawái.

Alucita objurgatella es una especie de insecto lepidóptero perteneciente a la familia Alucitidae. Es originario solo de Kauai, Oahu, Maui y Hawái, pero se considera introducido aunque también podría ser indígena.
Las larvas se alimentan de los frutos, flores y semillas de Psydrax odorata.